# Karlo d'Évreux
Karlo d'Évreux (1305. – 5. rujna 1336.) bio je francuski plemić. Bio je sin princa Luja i njegove supruge, Margarete Arteške te brat navarskog kralja Filipa i gospe Marije.
Karlova je supruga bila Marija de la Cerda; par je dobio dva sina. Stariji je sin bio Luj I., grof Étampesa.